# شهادة اعتماد SPE
شهادة SPE هي معيار لصناعة الخدمات الغذائية. وتهدف إلى تعزيز الجودة الغذائية للوجبات، دون المساس بالطعم. SPE تعني "Sanitas per Escam" باللغة اللاتينية. وترجمتها الإنجليزية تعني حرفيًا «الصحة من خلال الغذاء». تتضمن المبادئ الأساسية لبرنامج الشهادة زيادة استهلاك الفاكهة والخضراوات والبقوليات والحبوب الكاملة، بالإضافة إلى الحد من تناول الدهون المشبعة والسكريات المضافة والملح.
ختم SPE المعتمد، الذي وصفتٌه صحيفة نيويورك تايمز بأنه «شارة حمراء متعرجة» يتم وضعه في قوائم الطعام بجانب طبق محدد حالما استوفى الطبق جميع معايير الطهي والتغذية المطلوبة.
تم تطوير SPE كفلسفة غذائية وفلسفة تغذية في مطعم (Rouge Tomate) ببروكسل، في عام 2001. وفي عام 2011 تم هيكلة المعيار كبرنامج اعتماد يهدف إلى تشجيع مؤسسات خدمات الطعام الأخرى لطهي أطباق صحية ومستدامة المصدر، مع التركيز على الطعم.

## روابط خارجية
https://specertified.com/